# Éric Dupond-Moretti
Éric Dupond-Moretti, nato Éric Dupond (Maubeuge, 20 aprile 1961), è un avvocato e politico francese con cittadinanza italiana, che ha ricoperto dal 6 luglio 2020 al 21 settembre 2024 il ruolo di Ministro della giustizia.

## Biografia
Suo padre, Jean-Pierre Dupond, era un metalmeccanico dell'Avesnois, nel nord della Francia, mentre sua madre, Elena Moretti, era italiana e lavorava come donna delle pulizie. Ha la cittadinanza francese e italiana. All'età di quattro anni suo padre morì e fu allevato da sua madre. Ha conseguito il diploma di maturità presso il Lycée Catholique Notre-Dame di Valenciennes. La morte inspiegabile del nonno nel 1957 e la notizia dell'esecuzione di Christian Ranucci nel 1976 (una delle ultime condanne a morte eseguite in Francia) lo motivarono a diventare avvocato. Dopo aver studiato giurisprudenza all'Università di Lille II, ha prestato giuramento come avvocato a Douai, nel dipartimento del Nord, nel 1984.
Come avvocato difensore penale, ha ottenuto l'assoluzione per i suoi clienti in 133 casi davanti alla cour d'assises (la giuria competente per crimini gravi) entro il 2015. Questo numero insolitamente elevato di assoluzioni gli valse sulla stampa il soprannome di Acquittator (da acquitter, "assolvere"). Dupond-Moretti ha ricevuto per la prima volta grande attenzione da parte dell'opinione pubblica nel 2004 nel processo contro un presunto giro di abusi sui minori a Outreau. Tra i suoi clienti più importanti c'erano il medico Jean-Louis Muller, accusato di aver ucciso sua moglie facendolo passare per suicidio, e Abdelkader Merah, condannato per complicità nella serie di attentati nel Midi-Pirenei nel 2012. Dopo tre decenni di appartenenza all'Ordine degli avvocati di Lille, Dupond-Moretti si è trasferito a Parigi nel 2016, dove ha aperto uno studio legale congiunto con Antoine Vey. Con un ricorso costituzionale (question prioritaire de constitutionnalité) davanti al Consiglio costituzionale nel 2018, ha ottenuto l'obbligo per le giurie di motivare i loro verdetti. 
Ha incontrato la sua prima moglie Hélène durante un processo nel 1991. Ha due figli con lei. Il matrimonio si è concluso con un divorzio e ha intrapreso in seguito la relazione con la cantante Isabelle Boulay a partire dal 2016.
Éric Dupond è un appassionato di boxe, ama la caccia e adora la corrida.

## Posizioni politiche
Éric Dupond-Moretti ha sostenuto Martine Aubry alle elezioni locali del 2008. Tre anni dopo, ha firmato una lettera sul quotidiano Libération per sostenerla alle elezioni presidenziali. Nel 2013 gli è stata concessa la Legion d'Onore, di seguito rifiutata perché disprezzava l'istituzione, che era diventata un simbolo di nepotismo.
Nel maggio 2015 Dupond-Moretti si è espresso a favore della messa al bando del Front National. Tuttavia, ha affermato che si sarebbe riorganizzato dopo lo scioglimento.
Il 6 luglio 2020, il presidente Emmanuel Macron ha nominato Dupond-Moretti ministro della giustizia nel governo Castex. Come ministro è altresì custode dei sigilli di Francia. Ha mantenuto la carica nel governo Borne anche dopo la rielezione di Macron nel 2022.

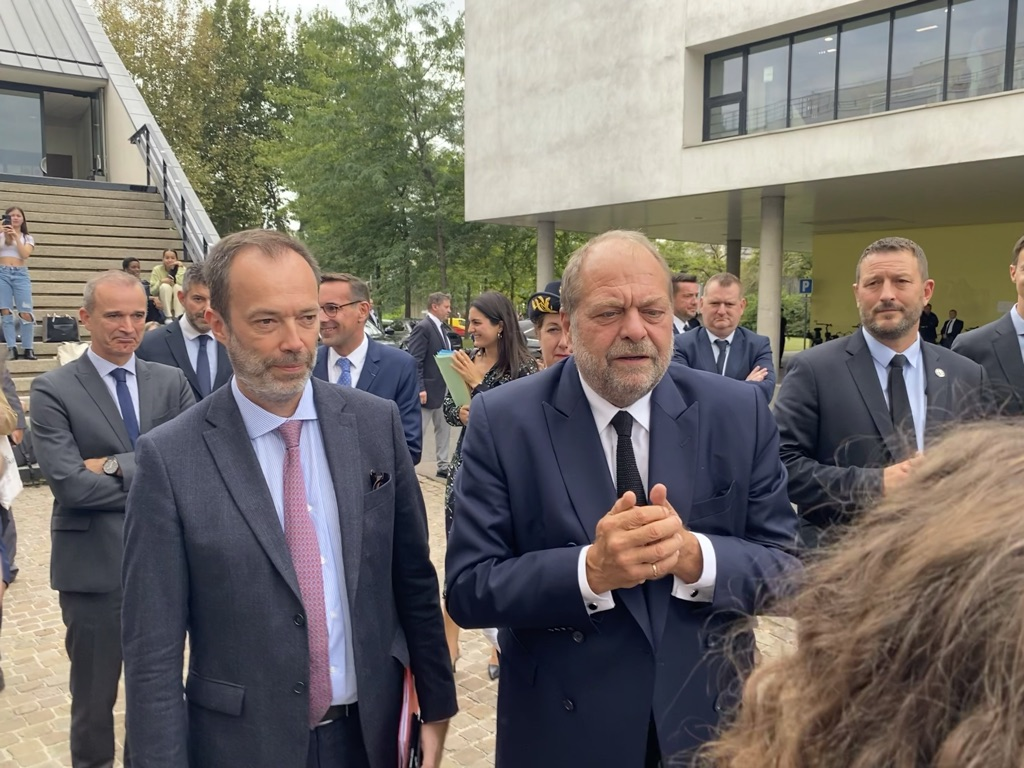
Il ministro Dupond-Moretti a una conferenza sulla lotta alle mafie nel 2022.

Il 20 marzo 2024, nel corso di una cerimonia pubblica in Place Vendôme a Parigi, in qualità di Ministro della Giustizia, ha apposto il sigillo della Repubblica alla legge che sancisce l'interruzione volontaria della gravidanza nella Costituzione francese, segnando un momento solenne nella storia legislativa del Paese.

## Procedimenti giudiziari
Nell'ottobre 2022 è stato rinviato a giudizio per conflitto di interessi dalla Corte di giustizia della Repubblica, accusato, in un caso, di aver ordinato accertamenti riguardanti tre giudici che, nel 2014, avevano a loro volta chiesto, in relazione a un’indagine riguardante il presidente Nicolas Sarkozy, che la polizia intercettasse le telefonate di alcuni magistrati e avvocati, compreso Dupond-Moretti; nell'altro caso, è accusato di aver ordinato accertamenti nei confronti di un magistrato che aveva incriminato un suo ex cliente. È stato il primo dei ministri della Giustizia in carica della storia francese ad essere rinviato a giudizio.